# NGC 5416
NGC 5416 ist eine spiralförmige Radiogalaxie vom Hubble-Typ Sc im Sternbild Bärenhüter am Südsternhimmel. Sie ist schätzungsweise 279 Millionen Lichtjahre von der Milchstraße entfernt und hat einen Durchmesser von etwa 115.000 Lichtjahren.
Im selben Himmelsareal befinden sich u. a. die Galaxien NGC 5409, NGC 5423, NGC 5424, NGC 5431.
Das Objekt wurde am 19. März 1784 von Wilhelm Herschel mit einem 18,7-Zoll-Spiegelteleskop entdeckt, der sie dabei mit „eF, vS, E, r“ beschrieb.